# 刘柏盛
刘柏盛（1957年—），山东潍坊人，汉族，中华人民共和国政治人物、第十二届全国人民代表大会云南地区代表。
毕业于北方交通大学运输综合管理专业。加入中国共产党。2013年，担任全国人大代表。